# HC Orli Bystřice nad Pernštejnem
HC Orli Bystřice nad Pernštejnem (celým názvem: Hockey club Orli Bystřice nad Pernštejnem) je český klub ledního hokeje, který sídlí v Bystřicích nad Pernštejnem v Kraji Vysočina. Založen byl v roce 2015 po výstavbě nového zimního stadionu ve městě. Mezi ročníky 2015/16 do 2019/20 působil v Krajské soutěži Vysočina, páté české nejvyšší soutěži ledního hokeje. Od sezony 2020/21 působí v Krajské lize Vysočiny, čtvrté české nejvyšší soutěži ledního hokeje. Klubové barvy jsou žlutá, bílá a černá.
Své domácí zápasy odehrává na zimním stadionu Bystřice nad Pernštejnem s kapacitou 200 diváků.

## Historické názvy
- 2015 – BK Zubři Bystřice nad Pernštejnem (Bruslařský klub Zubři Bystřice nad Pernštejnem)
- 2020 – HC Orli Bystřice nad Pernštejnem (Hockey club Orli Bystřice nad Pernštejnem)

## Přehled ligové účasti
Stručný přehled
Zdroj:
- 2015–2020 : Krajská soutěž Vysočiny (5. ligová úroveň v České republice)
- 2020– : Krajská liga Vysočiny (4. ligová úroveň v České republice)

Jednotlivé ročníky
Zdroj:
Legenda: ZČ – základní část, červené podbarvení – sestup, zelené podbarvení – postup, fialové podbarvení – reorganizace, změna skupiny či soutěže
| Česko (2015 – ) |                         |           |           |                                       |              |
| Sezóny          | Soutěž                  | Úroveň    | ZČ        | Play-off, nadstavba, sk. o udržení... | Poznámky     |
| 2015/16         | Krajská soutěž Vysočiny | 5. úroveň | 3. místo  | Zápas o 3. místo (prohra)             |              |
| 2016/17         | Krajská soutěž Vysočiny | 5. úroveň | 1. místo  | Finále                                |              |
| 2017/18         | Krajská soutěž Vysočiny | 5. úroveň | 2. místo  | Finále                                |              |
| 2018/19         | Krajská soutěž Vysočiny | 5. úroveň | 4. místo  | Zápas o 3. místo (prohra)             |              |
| 2019/20         | Krajská soutěž Vysočiny | 5. úroveň | 6. místo  |                                       | Reorganizace |
| 2020/21         | Krajská liga Vysočiny   | 4. úroveň | –. místo  |                                       | Zrušeno      |
| 2021/22         | Krajská liga Vysočiny   | 4. úroveň | 11. místo |                                       |              |
| 2022/23         | Krajská liga Vysočiny   | 4. úroveň | 11. místo |                                       |              |
| 2023/24         | Krajská liga Vysočiny   | 4. úroveň | 11. místo |                                       |              |